# Sjællandske Medier
Sjællandske Medier er en dansk mediekoncern med hovedsæde i Ringsted. Koncernen har redaktioner og afdelinger i 24 byer med Hillerød, Roskilde, Greve, Køge, Ringsted, Slagelse, Næstved, Holbæk, Kalundborg og Vordingborg som hovedbyer.
Koncernen udgiver de fire dagblade Dagbladet, Nordvestnyt, Frederiksborg Amts Avis og Sjællandske samt 24 ugeaviser.[kilde mangler] Selskabet driver desuden sitet sn.dk samt reklamebureau, lokalradio, bogtrykkeri og to rotationstrykkerier.[kilde mangler]
Ledelsen udgøres af administrerende direktør er Jens Nicolaisen; og ansvarshavende chefredaktør Louise Pettersson.

## Historie
Der er for få eller ingen kildehenvisninger i dette afsnit, hvilket er et problem. Du kan hjælpe ved at angive troværdige kilder til de påstande, som fremføres.

### Sjællandske Medier før 2008
Navnet Sjællandske Medier opstod efter at man under navnet Sjællandske Dagblade havde samlet de syd- og vestsjællandske dagblade Sjællands Tidende og Næstved Tidende, med bi-titlerne Vordingborg Dagblad, Præstø Avis og Møn Tidende. Da man begyndte at opkøbe Tv- og radio aktiviteter på både Sydsjælland og Vestsjælland, i form af TvDanmark Vestsjælland og TvDanmark Næstved samt Radio SLR i Slagelse og RTN i Næstved ændrede man navnet til Sjællandske Medier for at signalere at de mange nye aktiviteter var en del af familien. den 31. oktober 2006 skiftede Sjællands Tidende Næstved Tidende, med bi-titlerne Vordingborg Dagblad, Præstø Avis og Møns Tidende navn til Sjællandske, og udkom i 6 forskellige udgaver (Slagelse, Sorø, Kalundborg, Næstved, Vordingborg, Faxe). Antallet af udgivelser er dog faldet til 2. Ved Fusionen med Udgiverselskabet DAGBLADET/Frederiksborg Amts Avis udgav Sjællandske Medier udover avisen Sjællandske: distriktsbladene Ugebladet Næstved og Ugebladet Sydsjælland og møn. Endvidere driver koncernen tv-stationerne 24 Sjællandske og en SBS Net-station, der dækker Vest- og Sydsjælland, radiostationerne Radio SLR og Radio Næstved samt internetsiderne www.JobSjælland.dk, www.Sjaellandske.dk og www.sj-billetten.dk.

### Dagbladet før 2008
Før fusionen med Sjællandske Medier var det Udgiverselskabet DAGBLADET/Frederiksborg Amts Avis A/S der drev de 3 dagblade på øst- og Midtsjælland: DAGBLADET Ringsted, Dagbladet Roskilde og Dagbladet Køge. Dagbladet Ringsted er en dansk lokalavis, der blev grundlagt i 1871 som Ringsted Folketidende. Grundlæggeren var Venstre-politikeren P.Chr. Zahle. Avisen blev hurtigt ledende i lokalområdet, og gik i 1962 sammen med Roskilde Dagblad og Østsjællands Folkeblad. Ved samme lejlighed skiftede bladene navn til Dagbladet efterfulgt af bynavnene Ringsted, Roskilde og Køge. Aviserne delte en del af stoffet, men beholdt sine lokale udgaver i de tre byer. I 1992 overtog aviserne Frederiksborg Amts Avis, og i 2008 fusionerede Udgiverselskabet Dagbladet/Frederiksborg Amts Avis A/S med Sjællandske Medier til Sjællandske Medier.

### Frederiksborg Amts Avis
Avisen blev grundlagt i 1874 i Hillerød af politikeren Christen Berg og blev et stærkt talerør for Venstrereformpartiet. Den blev i begyndelsen af 1900-tallet det førende dagblad i Nordsjælland og var samtidig den største udgivelse i koncernen De Bergske Blade. Siden 1964 har avisen haft monopol i størstedelen af udgivelsesområdet. I 1976 blev avisen uafhængig af partiet Venstre. Avisen oplevede op gennem 1980'erne store økonomiske problemer og indledte i oktober 1991 et samarbejde med Politiken, der betød at de fleste abonnenter fik begge aviser. Grundet økonomien måtte avisen lukke i to uger i januar 1992. Siden har den været en aflægger af DAGBLADET i Ringsted, selv om Frederiksborg Amts Avis er den største af selskabets udgivelser.

### Aktiver i 2008
Med fusionen af Sjællandske Medier og Dagbladet/Frederiksborg Amts Avis udgiver selskabet nu:
- Dagblade
  - Dagbladet Roskilde, Ringsted og Køge
  - Frederiksborg Amts Avis
  - Nordvestnyt Holbæk-Odsherred og Kalundborg
  - Sjællandske Sydsjælland og Sjællandske Vestsjælland

- Ugeaviser og distriktsblade
  - Boligen Nordvestsjælland
  - By & Land Midtuge
  - Erhverv Nordsjælland
  - ErhvervsAvisen Sjælland
  - Fuglebjerg-Posten
  - Ugenyt
  - Glumsø Ugeblad
  - Haslev-Faxe Posten
  - Hede Posten
  - Jyderup Posten
  - Kalundborg Nyt
  - Korsør Posten
  - Køge Onsdag
  - Kulturlivet i Nordsjælland
  - Landliggeren Nordvestsjælland
  - Lejre Lokalavis
  - Lokalavisen Heden/Midtsjællands Avis
  - Lokalavisen Taastrup
  - Lokalbladet Ringsted
  - Lørdagsavisen
  - Lørdagsavisen Boligavisen og Bilavisen
  - Mit Odsherred
  - Midtsjællands Folkeblad
  - Næstved Motor & Fritid
  - OPLEV Sjælland
  - Roskilde Avis Paperboy
  - Skælskør Avis
  - Solrød Avis
  - Sorø Avis
  - Stevnsbladet
  - Sydfalster Nyt
  - Sydkysten Nord
  - Sydkysten Syd
  - Sydkysten Weekend
  - Søndagsavisens Fritidsnyt
  - Søndagsavisen Roskilde Avis
  - Søndagsavisen Sydsjælland
  - Ugeavisen Odsherred
  - Ugebladet for Møn
  - Ugeavisen Næstved
  - Ugebladet Sydsjælland
  - Ugebladet Vestsjælland

- Rotationstrykkerier
  - Dagbladet/Frederiksborg Amts Avis' rotationstrykkeri, Ringsted
  - Provins-Trykkeriet ApS, Vordingborg

Selskabet har 15 online-tjenester, herunder den fælles nyhedsportal sn.dk, der erstatter de tidligere nyhedsportaler sjællandske.dk og dagbladetonline.dk
- Radio
  - Radio SLR
  - Radio Køge

### Fusion i 2008
Med virkning fra 1. januar 2008 fusionerede Sjællandske Medier med Dagbladet/Frederiksborg Amts Avis. Selskabet fortsætter med navnet Sjællandske Medier.

### Sjællandske Medier siden 2008
Den 1. januar 2013 blev selskabet udvidet endnu en gang, da A/S Medieselskabet Nordvestsjælland blev en del af Sjællandske Medier.
I maj 2016 solgte Søndagsavisen en række udgaver til Sjællandske Medier: Det drejede sig om udgivelserne i Næstved, Vordingborg, Falster, Ringsted, Holbæk, samt i Taastrup, Køge Bugt og på Vestegnen, hvor Søndagsavisens udgave sammenlægges med mediekoncerners lokale weekendaviser. I 2019 købte Sjællandske Medier de nordsjællandske aviser af Politikens Lokalaviser.

Den 1. januar 2019 fratrådte selskabets mangeårige administrerende direktør og ansvarshavende chefredaktør Torben Dalby Larsen.
Den 6. maj 2020 blev Sydsjællands Tidende solgt til Sjællandske Medier. I september 2022 havde Sjællandske Medier 500 medarbejdere.